# Tamba sobana
Tamba sobana är en fjärilsart som beskrevs av Kobes 1983. Tamba sobana ingår i släktet Tamba och familjen nattflyn. Inga underarter finns listade i Catalogue of Life.